# ワキシーコーン

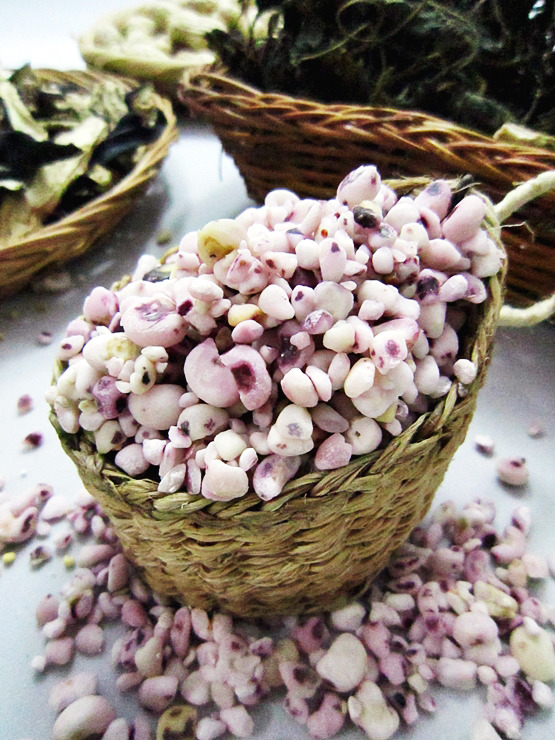
水を含んだワキシーコーンの実

ワキシーコーン（英語:Waxy corn）とは、水と共に加熱すると粘りが出るデンプンであるアミロペクチンを多く（デンプンの割合では100％）含むトウモロコシである。もち種とうもろこし、もちトウモロコシなどとも呼ばれるが、日本に昔からある生食用のもちトウモロコシとは別種である。
1908年に中国在来のトウモロコシから発見され、ビルマの高冷地、フィリピンなどでも発見され、ソ連極東地方、中国西部から採種されたとされる。
高い膨化特性によって、米菓をはじめとする菓子類に多く利用されている。また、パンなどにモチモチ感を与える際に使われる。

## 歴史
1908年に上海で活動していた長老派教会の宣教師J. M. W. Farnhamによって、変わったトウモロコシの種子を手に入れたとして、アメリカの種子・植物導入局へ種子が送られた。種子は植物学者Guy N. Collinsの手元に渡り、1908年5月9日にワシントンD.C.近郊で成熟するまで育てられ特徴がまとめられた。これらの情報は、1909年12月に発行されたアメリカ合衆国農務省（USDA）の公報に掲載された。
16世紀初期に中国などに伝わり、突然変異を経てワキシーコーンになったと考察されている。